# آنتونی شاندران
آنتونی شاندران (انگلیسی: Anthony Shandran؛ زادهٔ ۱۷ سپتامبر ۱۹۸۱) بازیکن فوتبال اهل بریتانیا است.
از باشگاه‌هایی که در آن بازی کرده‌است می‌توان به باشگاه فوتبال یورک سیتی، باشگاه فوتبال بلیث اسپارتانس، باشگاه فوتبال گیتزهد، باشگاه فوتبال سنت پاتریک اتلتیک، باشگاه فوتبال استالی‌بریج سلتیک، و باشگاه فوتبال برنلی اشاره کرد.